# ارنی باکر
ارنی باکر (انگلیسی: Arne Bakker; ۱۸ فوریهٔ ۱۹۳۰ – ۹ اکتبر ۲۰۰۹) بازیکن فوتبال اهل نروژ بود.

وی همچنین در تیم ملی فوتبال نروژ بازی کرده‌است.
وی در مسابقات کشوری و بین‌المللی در مجموع برندهٔ ۱ مدال نقره شده‌است.